# Isa-Beg Isaković
Isa-Beg Isaković, död 1470, var en osmansk general och den osmanska provinsen Bosniens första guvernör.
År 1461 grundade han Sarajevo i den forna bosniska provinsen Vrhbosna. Han tillhörde till den bosniska adelssläkten Kosača. Efter att ha skickats av sin bror Stefan Vukčić Kosača till sultanen Mehmet II konverterade han till islam och hade en betydande militär och politisk karriär inom Ottomanska riket.